# Jean-Marie Lehn
Jean-Marie Lehn (Rosheim, 1939. szeptember 30. – ) francia kémikus. 1987-ben kémiai Nobel-díjjal tüntették ki, Donald Crammel és Charles Pedersennel megosztva, „az élő rendszerek anyagainak kémiai viselkedését utánzó molekulák létrehozásáért”.

## Életrajz
Jean-Marie Lehn az elzászi Rosheimben született Pierre és Marie Lehn gyermekeként. Elzászi német származású. Apja pék volt, de a zene iránti érdeklődése miatt később városi orgonista lett. Jean-Marie Lehn zenét is tanult, mondván, hogy a tudományok után ez lett a fő érdeklődési területe. Tudósként végzett szakmai pályafutása alatt is folytatta az orgonajátékot. Az 1950 és 1957 között Obernaiban folytatott középiskolai tanulmányai során latin, görög, német és angol nyelveket, francia irodalmat tanult, később pedig a filozófia és a természettudományok, különösen a kémia iránt is lelkesedett. 1957 júliusában szerezte meg a filozófiai érettségit, majd ugyanezen év szeptemberében a természettudományi érettségit.
A Strasbourgi Egyetemen, bár fontolgatta, hogy filozófiát tanul, végül fizikai, kémiai és természettudományi kurzusokat vett fel, Guy Ourisson előadásait hallgatta, és rájött, hogy a szerves kémia területén szeretne kutatói karriert befutni. Ourisson laboratóriumába lépett be, ahol a doktori cím megszerzéséig dolgozott.
1993-ban a Román Akadémia külföldi tiszteleti tagjává választotta.

## Fordítás
- Ez a szócikk részben vagy egészben  a   Jean-Marie Lehn című angol Wikipédia-szócikk ezen változatának fordításán alapul.  Az eredeti cikk szerkesztőit annak laptörténete sorolja fel. Ez a jelzés csupán a megfogalmazás eredetét és a szerzői jogokat jelzi, nem szolgál a cikkben szereplő információk forrásmegjelöléseként.